# Wilfried Gohel
Pour les articles homonymes, voir Gohel.
Wilfrid Gohel, né le 12 octobre 1968 à Cherbourg (Manche), est un footballeur professionnel français.

## Biographie
Il est sélectionné à quatre reprises en équipe de France olympique et en équipe de France A'.

## Carrière
- 1985-1993 :  Valenciennes FC
- 1993-1996 :  RC Strasbourg
- 1996-1998 :  SC Bastia
- 1998-2001 :  AS Cannes
- 2001-2002 :  Changchun Yatai

## Palmarès
- 1er du groupe A de deuxième division en 1992 avec l'US Valenciennes-Anzin
- Finaliste de la Coupe de France en 1995 avec le Racing Club de Strasbourg
- Vainqueur de la Coupe Intertoto en 1995 avec le Racing Club de Strasbourg et en 1997 avec le Sporting Club de Bastia